# رابطة تعليم الصحافة والاتصال الجماهيري
رابطة تعليم الصحافة والاتصال الجماهيري (AEJMC) هي منظمة أمريكية غير ربحية. جمعية من العلماء والاساتذة الجامعيين والطلاب والإعلاميين الذين يتعلمون ويبحثون  في مجال التواصل ووسائل الإعلام و الصحافة  وهناك لديهم المسؤولية الإدارية.

## أهداف
الأهداف:
- ضمان الجودة في أكاديمية الصحافة والتدريب الإعلامي  في الولايات المتحدة الأمريكية.
- تعزيز التواصل ودعم البحوث الإعلامية  العلمية (غالبا في الولايات المتحدة الأمريكية).
- تنمية أفضل الممارسات المهنية في التدريس والبحث العلمي.
- نشر المجلات العلمية المتخصصة ذات جودة عالية.

## التاريخ
تأسست الرابطة في عام 1912 في شيكاغو. وهي واحدة من أقدم المؤسسات من هذا النوع. تضم أكثر من 3700 عضو حول العالم. المؤتمرات السنوية تحدث دائما في آب / أغسطس في الولايات المتحدة.

## المنشورات
الرابطة تنشر المجلات العلمية  المتخصصة التالية:
- الصحافة والاتصال الجماهيري التعليمي
- الصحافة والاتصال الجماهيري كل ثلاثة أشهر
- الصحافة ودراسات الاتصالات

كما أن هناك شُعب أخرى للمجلة تقوم بالنشر التخصصي. 

## الروابط
- الموقع الرسمي